# Catocala fumosa
Catocala fumosa là một loài bướm đêm trong họ Erebidae.